# Ilkka Suominen
Ilkka Suominen (n. 8 aprilie 1939, Nakkila, Turku and Pori Province⁠(d), Finlanda – d. 23 mai 2022, Helsingfors, Finlanda) a fost un om politic finlandez, membru al Parlamentului European în perioada 1999-2004 din partea Finlandei.